# 弦楽四重奏曲第2番 (ショスタコーヴィチ)
弦楽四重奏曲第2番 イ長調 作品68 は、ドミートリイ・ショスタコーヴィチが1944年に作曲した弦楽四重奏曲である。初演はベートーヴェン弦楽四重奏団によって行われ、友人である作曲家のヴィッサリオン・シェバリーンに献呈された。

## 作曲の背景
最初の弦楽四重奏曲である『第1番 ハ長調』（作品49）を作曲してから6年を経た1944年に、モスクワから北東300kmの位置にあるイヴァノヴォで、わずか19日間で本作は作曲された。時代は第二次世界大戦の末期のことであり、当時ショスタコーヴィチは第二次世界大戦の最中にあっても、いつもの猛烈な作曲ペースを続けていた。
簡潔な曲風だった第1番から6年を経て、書法は複雑なものになってきており、演奏時間も35分ほどという大規模なものになってきている。また、時代背景を反映してか暗く重苦しい雰囲気が漂う曲である。この暗さは本作が作曲される前年（1943年）に書かれた『交響曲第8番 ハ短調』（作品65）に通ずるものがあると言える。

## 曲の構成
全4楽章、演奏時間は約35分。
- 第1楽章 序曲：モデラート・コン・モート
イ長調、4分の3拍子、ソナタ形式。
形式的にはソナタ形式であるが、楽章の後半にはその形式もだいぶ崩れたものになる。
- 第2楽章 レチタティーヴォとロマンス：アダージョ
変ロ長調。
中低弦の和音の上を、ヴァイオリンによって、独白のように悲劇的な旋律が語られる。
- 第3楽章 ワルツ：アレグロ
変ホ短調、4分の3拍子。
不気味な雰囲気を持つワルツ。
- 第4楽章 主題と変奏：アダージョ - モデラート・コン・モート - アレグレット - ピウ・モッソ - アレグロ・ノン・トロッポ - アレグロ - アダージョ
イ短調、4分の4拍子、変奏曲形式。
途中、一部の変奏では幾分明るさも見せるが、最後はやはり悲劇的なものである。